# Luttenberger*Klug
Luttenberger*Klug to austriacki duet pop. Tworzą go Michelle Luttenberger i Christina Klug.
Obie pochodzą z Austrii. Poznały się dopiero na festiwalu w 2005 roku. Gdy Christina i jej zespół występowali na scenie Michelle stała wśród publiczności i była tak zachwycona, że zapytała czy może dołączyć do wspólnego śpiewania. Wtedy po raz pierwszy wspólnie stanęły na scenie.
Ich muzyka to lekki pop-rock. Luttenberger-Klug zadebiutowały 14 lipca utworem „Super Sommer” („super lato”). Ich producentem jest Alexander Kahr, współpracujący m.in. z Christiną Stürmer.

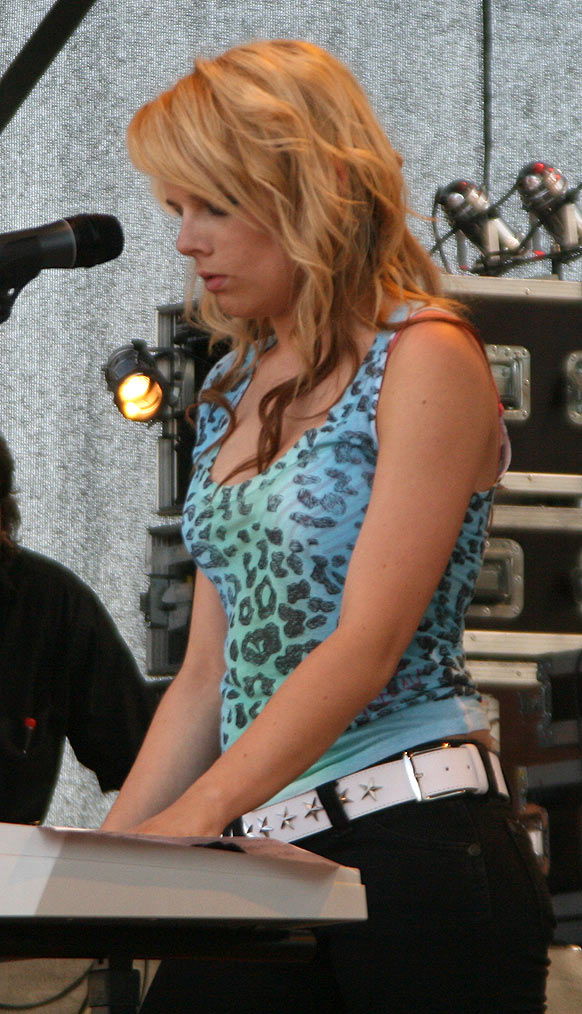
Michelle Luttenberger

## Michelle Luttenberger
Michèle (Michelle) Luttenberger urodziła się 12 lipca 1990 roku. Jej rodzice nazywają się Amalia i Horst Luttenberger. Ma również 5-letniego brata Marco, 13-letnią siostrę Verę oraz dalmatyńczyka o imieniu Rico. W zespole gra na keyboardzie i śpiewa. Uprawia dwa sporty: jeździ na nartach oraz rowerze.

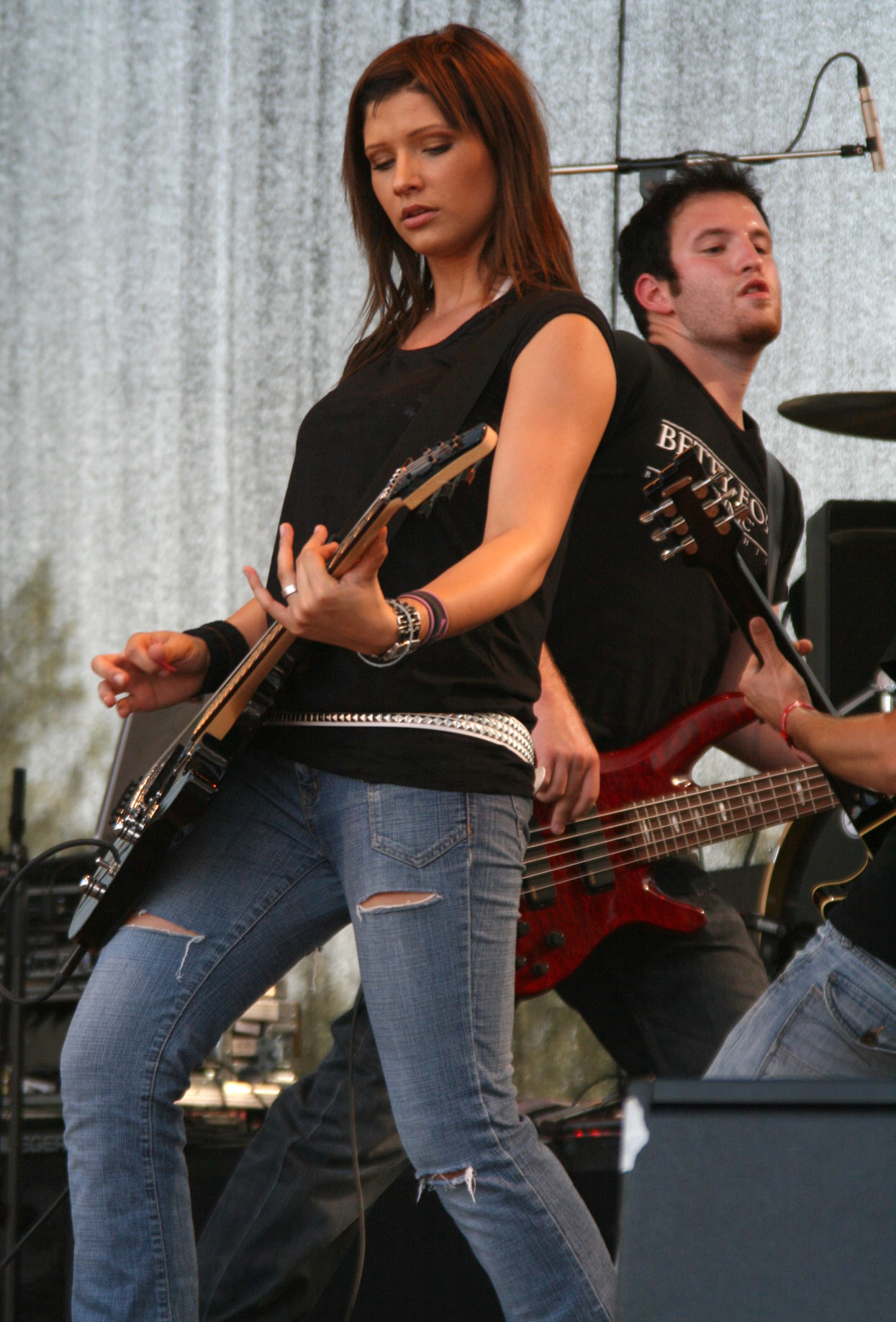
Christina Klug

## Christina Klug
Christina (Chrissi) Klug urodziła się 5 stycznia 1989 roku. Gra na gitarze i śpiewa. Już od dziecka pragnęła zostać piosenkarką.

## Dyskografia

### Albumy
- Mach dich bereit – wydana 23 lutego 2007
- Mädchen im Regen – wydana 7 listopada 2009
- Unsere Zeit – wydana 25 lutego 2011

### Single
- Super Sommer – 14 lipca 2006
- Vergiss mich – 9 lutego 2007
- Heute nacht – 11 maja 2007
- Weil es mich nur 1x gibt – 21 września 2007
- Mädchen im Regen – 7 listopada 2008
- Sag doch einfach – 13 lutego 2009
- Fliegen – 29 maja 2009
- Nur An Mich – 28 maja 2010
- Zeig Mir Den Weg – 29 października 2010
- Immer Wenn Du Schläfst – 19 listopada 2010
- Sternenlichter – 11 lutego 2011

### Teledyski
- Supper Sommer
- Vergiss mich
- Sag doch einfach
- Fliegen
- Nur An Mich

### Nagrody
- Nagroda Amadeus Austrian Music Award w kategorii „Singel Roku” – utwór „Vergiss mich” – 2007
- Nagroda Amadeus Austrian Music Award w kategorii „Płyta Roku” – „Mach dich bereit” – 2008